# Rudolf Rupec
Rudolf Rupec, né le 17 février 1896, à Grubišno Polje (en royaume de Croatie-Slavonie) et mort le 3 juillet 1983 à Zagreb, est un footballeur croate, international autrichien puis yougoslave. Il évolue comme milieu de terrain (demi) défensif.

## Biographie
Né dans une région autonome de l'empire austro-hongrois, Rupec intègre le SK Rapid Vienne en 1911 et y évolue comme footballeur à partir de 1913. Il y remporte le championnat en 1916, 1917, 1919 et 1920. En 1917 et 1918, il est sélectionné à dix reprises en équipe d'Autriche. 
En 1920, alors que l'Autriche-Hongrie a été démantelée et que la Croatie a intégré le Royaume des Serbes, Croates et Slovènes, il part à Zagreb et signe au HŠK Građanski, où il joue jusqu'à la fin de sa carrière en 1928, remportant le championnat du Royaume en 1923 et 1926. Il fait partie des cadres de l'équipe de Yougoslavie, avec laquelle il participe aux Jeux olympiques de 1920 et 1924 et compte finalement neuf sélections.
Plus tard il devient entraineur du HAŠK Zagreb, avec lequel il remporte le championnat national en 1938.